# San Luis (distrito de Cañete)
O distrito de San Luis é um dos dezesseis distritos peruanos que compõem a província de Cañete, localizada no Departamento de Lima, sob a administração do Governo Regional de Lima-Províncias, no Peru.
Dentro da divisão eclesiástica da Igreja Católica do Peru, pertence à Prelazia de Yauyos.

## História
O distrito foi criado pela Lei s/n de 12 de janeiro de 1871, no governo do Presidente José Balta y Montero.

## Geografia
Abrange uma área de 38,53 km². Sua capital, San Luis, é uma cidade localizada a 138 quilômetros ao sul da cidade de Lima. Os principais anexos de San Luis de Cañete são: (Centro Popular) CP.La Quebrada, Laura Caller, Santa Bárbara, Santa Cruz e Hacienda Arona.

## Cultura
San Luis de Cañete tem como um de seus emblemas o folclore afro-peruano expresso, principalmente, em bailes e danças. Isso porque a população afro-peruana é a maioria neste distrito, há também uma pequena colônia de imigrantes de origem chinesa e japonesa.
San Luis é a cidade onde nasceram e se formaram vários afrodescendentes que contribuíram para a cultura peruana, entre eles estão os músicos Ronaldo Campos, Caitro Soto, o cantor Manuel Donayre, o jogador de futebol Héctor Chumpitaz e Josefa Marmanillo criadora do "Turrones de Doña Pepa". Também aqui estão as raízes de Teresa Izquierdo, Lucila Campos, Susana Baca, Arturo "Zambo" Cavero e Pepe Vásquez entre outros.

## Educação

### Instituições educativas
- IE Primaria 20181 Julio Kuroiwa
- IE Primaria 20182 Abraham Valdelomar
- IE Primaria 21511 Laura Caller
- IE 21512 Carlos Pedro Silva Luyo - La Quebrada
- IE Primaria 21514 - Santa Bárbara
- IE Primaria 21528 - Santa Cruz
- IE Inicial 449 Virgen del Carmen
- IE Jardín 599 - Santa Bárbara
- IE Jardín 604
- IE Jardín 614 - Santa Cruz
- CEBA - PRONEPA Mixto - Via Jesús Salvador
- IE Mixto San Luis
- IE Inicial No Escolarizado AAHH Santa Rosa
- IE Privado Gregoria Porras de García
- CETPRO Imelda Phumpiu Dejo - Urb. Santa Bárbara
- IE Inicial No Escolarizado La Casita de Clarita - Comunidad Campesina San Antonio
- IE Inicial No Escolarizado La Quebrada
- IE Privado Maria Goretti
- IE Inicial No Escolarizado Mi Pequeña Familia - UPIS Nuevo San Luis
- Colegio Mi Pequeño Gigante
- IE San Luis Gonzaga de COPRODELI
- IE Señor de Cachuy

## Alcaldes
- 2011-2014: Delia Victoria Solórzano Carrión, Movimiento Patria Joven.
- 2007-2010: Paulino Arturo Antezana Urbina

## Festas
- 12 de janeiro: Aniversário da cidade.
- Fevereiro: Carnaval Negro. Corso, pasacalle e verbena de música afroperuana.
- Março - abril: Semana Santa, procissões e cerimônias religiosas ao longo de toda semana.
- 19 de agosto: festa patronal de Santa Efigenia

## Transporte
O distrito de San Luis não é servido pelo sistema de estradas terrestres do Peru.